# Station Lozère
Lozère is een station gelegen in de Franse gemeente Palaiseau in het departement Essonne.
Dit station bedient de beroemde École polytechnique.

## Geschiedenis in jaartallen
- 29 juli 1854: Het station werd geopend.
- 18 januari 1938: Het station werd onderdeel van de Ligne de Sceaux tussen Luxembourg en Limours.
- 29 december 1977: Lozère werd onderdeel van RER B.

## Het station
Het station is onderdeel van het RER-netwerk (Lijn B) en ligt voor Carte Orange gebruikers in zone 4. Lozère ligt aan RER-tak B4 en telt twee sporen en twee perrons. Het ligt gelegen in de wijk Lozère dat in de buurt ligt van Orsay en Villebon-sur-Yvette. Vanaf 1970 is er een markt gevestigd voor het RER-station.

## Overstapmogelijkheid
- Noctilien
- Cars d'Orsay

## Vorig en volgend station
| Richting                    | Vorig station | Lijn  | Volgend station      | Richting                                             |
| --------------------------- | ------------- | ----- | -------------------- | ---------------------------------------------------- |
| Saint-Rémy-lès-Chevreuse B4 | Le Guichet    | RER B | Palaiseau - Villebon | Aéroport Charles de Gaulle 2 TGV B3 Mitry - Claye B5 |